# Agarak
Agarak – miasto w Armenii, w prowincji Sjunik. W 2017 roku liczyło 4429 mieszkańców.